# Léopold Eyharts
Léopold Eyharts, född 28 april 1957 i Biarritz, är en fransk (ESA) astronaut uttagen i astronautgrupp 17 1998. Han utexaminerades från École de l'Air.

## Rymdfärder
- Sojuz TM-27
- STS-122